# Oració simple
Una oració simple és una oració que té com a mínim un sol verb conjugat i té significat complet. Aquest verb ha d'estar conjugat en forma personal. El verb pot ser implíci o explícit. En el diàleg «T'agrada el vi? — No.» «No» és una oració simple amb un verb implícit: «No (m'agrada).»
És la frase més senzilla: «Plou.» «Menjo». Pot incloure qualsevol funció sintàctica i no té límits d'extensió més enllà de la capacitat de ser entesa sense afegir-hi altres verbs conjugats. L'oració té una entonació determinada que en determina la modalitat i va entre dos signes de puntuació en la llengua escrita. «L'home dels nassos apareix només una vegada l'any, el trenta-u de desembre.»
Es diferència de l'oració composta, que té més d'un verb, dels quals un pot ser implícit. En el diàleg «T'agrada el vi? — No, m'estimo més la cervesa.» «No, m'estimo més la cervesa.» és una oració composta amb un verb implícit: «No (m'agrada el vi), prefereixo la cervesa.»